# Carlos Puebla
Pour les articles homonymes, voir Puebla (homonymie).
Carlos Manuel Puebla, né le 11 septembre 1917 à Manzanillo et mort le 12 juillet 1989 à La Havane, est un compositeur et cantautor  (« auteur-compositeur-interprète ») cubain.   
Il est considéré comme un des pionniers et l'un des inspirateurs du courant de la Nueva canción  (« Chanson nouvelle »), particulièrement dans son versant canción social et canción de protesta (« chanson de révolte »). Il a également été inspiré par la vie et l’œuvre d’importantes personnalités de l’histoire de Cuba, comme Camilo Cienfuegos et Ernesto Che Guevara. Puebla met en musique les idéaux sur lesquels la révolution cubaine cherchait à construire un nouveau pays.  

## Biographie
Né le 11 septembre 1917 à Manzanillo  (à l'ouest de Santiago de Cuba) , Carlos Puebla grandit dans un milieu modeste mais politisé, puisque son père compte parmi les vétérans de la guerre d'Indépendance de Cuba. Il exerce durant sa jeunesse différents métiers manuels, principalement mécanicien dans une fabrique de sucre mais s'intéresse rapidement à la musique et plus précisément à la guitare. Il apprend à jouer de l'instrument en autodidacte, bien qu'il ait poursuivi ses études au Séminaire de musique populaire de l'époque, dirigé par le pianiste et musicologue Odilio Urfé,.
Il commence à composer durant les années 1930 et connaît alors une certaine notoriété dans sa ville natale. Il enregistre ses premières chansons dans les années 1950 avec son groupe Los Tradicionales, formé en 1953 avec un deuxième guitariste, un joueur de maraca et un de marimbula. Carlos Puebla chante la révolution à la Bodeguita del Medio à la vieille Havane du temps de Batista et de son administration corrompue,. Il s'engage politiquement aux côtés de Fidel Castro lors de la révolution de 1959,.
En 1961, il part en tournée dans plusieurs pays du monde avec ses musiciens. Sa musique, ainsi que son engagement politique, font de ses concerts un succès. On l'appelle alors « le chanteur de la révolution cubaine » et bien d'autres tournées mondiales suivent.
Le 12 juillet 1989, il meurt des suites d'une longue maladie à La Havane. Ses cendres sont transférées dans la nécropole de sa ville natale cinq ans plus tard. Une plaque y indique : « yo soy ésto que soy, un simple trovador que canta » (Je suis ce que je suis, un simple troubadour qui chante).

## Œuvre
Puebla commence avec des chansons d'amours, tels Quiero hablar contigo, Qué sé yo, Te vieron con él, qui deviennent par la suite des succès ou bien Cuenta conmigo, Quién se lo iba a imaginar ou encore Hay que decir adiós, popularisés par le duo Claro et Mario.
Dès le début des années 1950, il chante les difficiles conditions de vie de son peuple et conteste la dictature de Batista avec des chansons telles que Plan de machete, Este es mi pueblo ou Pobre de mi Cuba. Ses paroles sont sérieuses et directes.
La révolution de 1959 lui inspire de nouvelles chansons comme Y en eso llegó Fidel, La Reforma Agraria, Duro con él, Ya ganamos la pelea ou Son de la alfabetización.
Son plus célèbre chant, Hasta siempre, commandante, écrit et composé à l'occasion du départ d'Ernesto Che Guevara de Cuba (pour porter la guérilla révolutionnaire de par le monde, au Congo puis en Bolivie), et qui semble prémonitoire de sa mort violente et tragique, a été repris et traduit par des dizaines d'artistes dans le monde entier et notamment en France, par Los Machucambos, Los Calchakis, Manu Chao, Zebda et Nathalie Cardone.
Son œuvre compte plus de 1 000 compositions.

## Discographie

### Album studio
- 1969 - Y diez años van

### EP
- 1971 - Ojo con la CIA / Todos los caminos

### Album collectif
- 1971 - Saludo cubano

### Œuvre posthume
- 1997 - Cantarte comandante
- 1997 - La novia del feeling
- 1997 - Toda una vida
- 1998 - Hasta siempre
- 1999 - Dos voces de América en un canto a Cuba
- 1999 - Soy del pueblo
- 2001 - Mis cincuenta preferidas. Vol. III
- 2004 - El gran tesoro de la música cubana. Vol. IV
- 2004 - Rebeldes

#### Album Collectif
- 1997 - ¡El Che vive!